# 山と溪谷社
株式会社山と溪谷社（やまとけいこくしゃ）は、東京都千代田区に本社を置く出版社。山岳雑誌『山と溪谷』を柱として、山・アウトドア・スキー・旅・自然などに関する雑誌・書籍を出版・販売している。「ヤマケイ私鉄ハンドブック」、「ヤマケイ・レイル・グラフィックス」、「日本の鉄道」のシリーズなど、鉄道関係の出版を手掛けていたこともある。インプレスグループ。

## 沿革
沿革は次のとおり。
- 1930年（昭和5年）4月1日 - 早稲田大学山岳部出身[3] で同大学を卒業したばかりの川崎吉蔵により創設された。同年5月、「多くの人に読んでもらえる山岳雑誌をつくりたい」との思いから、山岳雑誌『山と溪谷』が創刊された。当時は隔月刊であった。誌名は、川崎が感銘を受けたとされる、田部重治『山と溪谷』に由来する[4][5]。題字は親友の坂野三郎による[2]。編集や広告、販売などは、社長の川崎がすべて1人で行っていたが、何が何でも成功させたいとの強い思いにより、創刊号の売れ行きは上々で、好スタートを切ることができた。
- 1940年4月30日 - 組織を株式会社に変更[6]。『山と溪谷』を月刊とする。
- 1950年代 - 山溪山岳新書を刊行開始。姉妹誌『ハイカー』を創刊。「アルパイン・ガイド」刊行開始。
- 1960年代 - 山溪文庫を刊行開始。山溪カラーガイドを刊行開始。
- 1970年代 - 『世界山岳百科事典』を刊行。ハンドブックシリーズ『春の花』を刊行。『ウッディライフ』を創刊。
- 1980年代 - 「トラベルJOY」を刊行。山溪カラー名鑑『日本の山』を刊行。「日本の名峰」シリーズを刊行。山溪カラー名鑑『日本の野草』を刊行。
- 1990年代 - 「分県登山ガイド」を刊行。「山溪ポケット図鑑」を刊行。「ヤマケイ登山学校」を刊行。
- 2000年代 -  山岳名著シリーズ「Yama-kei Classics」を刊行。「ヤマケイレイルブックスシリーズ」を刊行。「花の山旅シリーズ」を刊行。『ROCK & SNOW』を創刊。「登山技術全書」を刊行。『自転車人』を創刊。
- 2006年11月30日 - インプレスホールディングスに買収され、同ホールディングスの子会社となる[7][8]。
- 2010年代 -  『わかる! 図鑑』を刊行。『山と溪谷』通巻900号を発売。ヤマケイ文庫を刊行開始。EPUBマガジン『週刊ヤマケイ』を創刊。月刊誌『山と溪谷』デジタル版を刊行。ヤマケイ新書を創刊[9]。

## 雑誌
- 『山と溪谷』 - 月刊誌。1930年創刊。
- 『ROCK & SNOW』 - 1998年創刊。
- 『旅と鉄道』 - 2017年に発売を朝日新聞出版から移管。2024年4月から同じインプレスグループのイカロス出版に移管。

休刊・廃刊
- 『自転車人』 - 季刊誌。2005年6月創刊。2014年休刊。
- 『岩と雪』 - 1958年 - 1995年、全169号。
- 『CLIMBING joy』 - 2008年 - 2017年、全16号。
- 『ヒュッテ』 - 2010年 - 2014年、全12号。
- 『ワンダーフォーゲル』 - 1975年に『夏山JOY』の名前で創刊され、1994年に『ヤマケイJOY』に名称変更し、2011年に『ワンダーフォーゲル』に名称変更された。2021年休刊。

## 書籍

### レーベル
- ヤマケイ文庫 - 2010年11月1日創刊[10][11]。
- ヤマケイ山学選書 - 新書判。
- ヤマケイ新書 - 新書判。2014年10月28日創刊[9]。

### その他シリーズ
- 山溪カラーガイド - 山岳・観光地・景勝・美術品・鉄道などを扱うビジュアルガイドブック。A5判ハードカバー。絶版。
- ヤマケイ私鉄ハンドブック - 解説・吉川文夫、写真・広田尚敬のコンビで、1980年代に大手私鉄各社別に発行された。
- ヤマケイのレイルシリーズ - B5横長版の写真と解説が入ったシリーズ。1980年代に発行された。こちらも吉川・広田が関わっている。

## テレビ番組
- 日経スペシャル カンブリア宮殿 絶景&美味「来たれ！夏山スペシャル」 〜続々！ヤマに新たな客を呼び込む男たち〜（2019年7月18日、テレビ東京）[12]